# Langel (Kolonia)
Langel, Köln-Langel – dzielnica miasta Kolonia w Niemczech, w okręgu administracyjnym Porz, w kraju związkowym Nadrenia Północna-Westfalia, na prawym brzegu Renu.